# Susan J. Christie
Susan J. Christie (1952) es una botánica, taxónoma, y ambientalista estadounidense.

## Algunas publicaciones
- s.j. Christie, r.w. Dutton, d.p. Hannon, a.g. Miller, n.a. Oakman. 2005. Aloe jawiyon, a new species from Soqotra (Yemen). Bradleya 23: 23–30

- david p. Larsen, susan j. Christie. 1993. EMAP-surface waters 1991 pilot report. Ed. U.S. Environmental Protection Agency, Office of Research and Development, 201 pp.

- La abreviatura «S.J.Christie» se emplea para indicar a Susan J. Christie como autoridad en la descripción y clasificación científica de los vegetales.[3]